# Prințul Fermecător

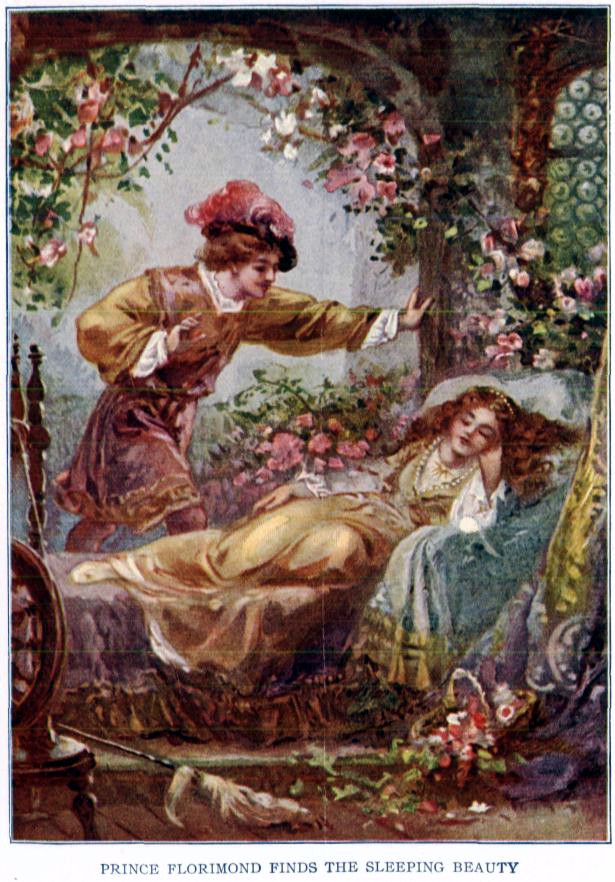
Prinţul Fermecător şi Frumoasa din pădurea adormită

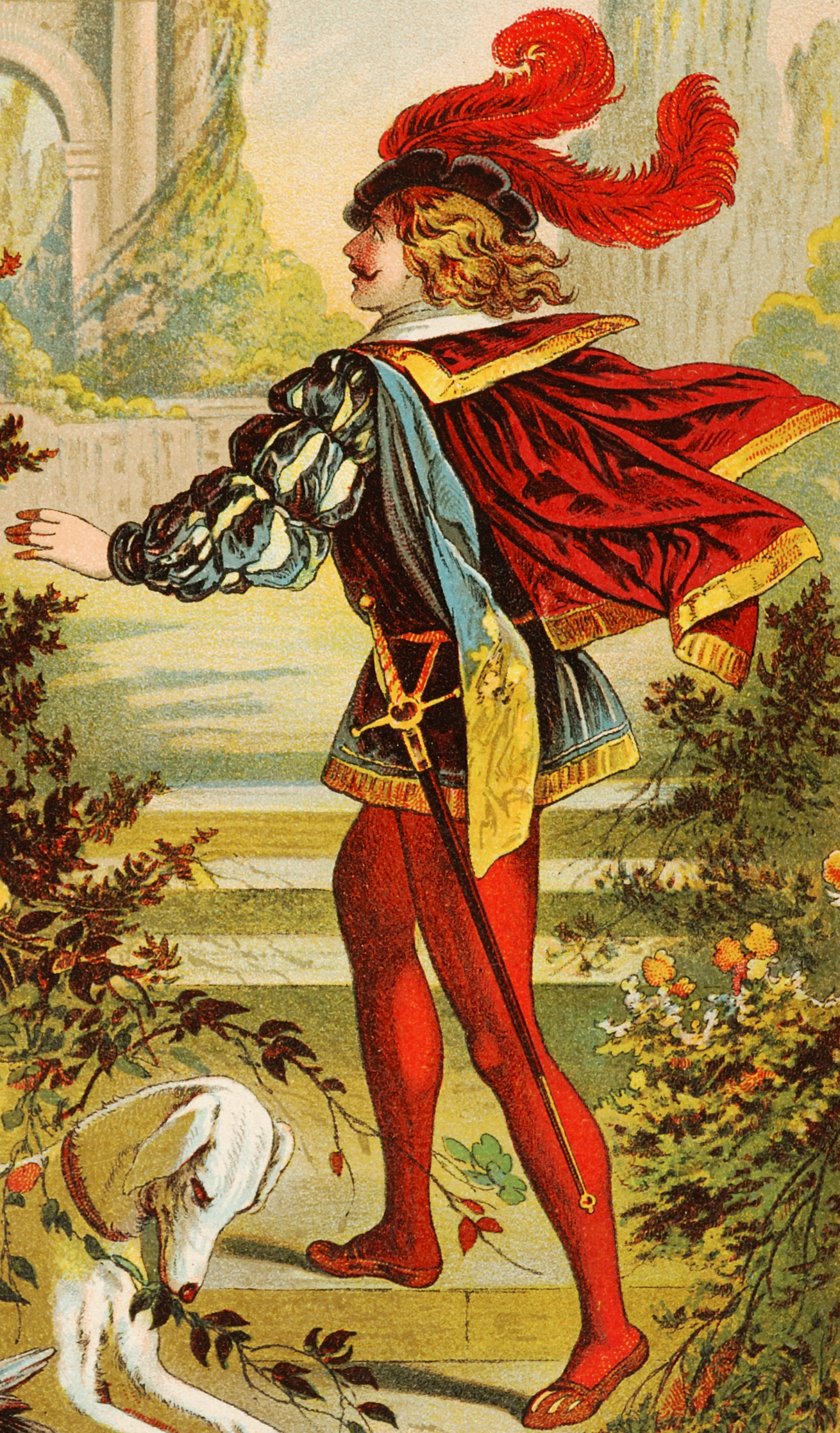
Prinţul Fermecător

Prințul Fermecător (en. Prince Charming) este un personaj similar cu Făt-Frumos ce apare în mai multe povești,  cum ar fi Albă ca Zăpada, Frumoasa din pădurea adormită ori Cenușăreasa, sau în filme (de exemplu Shrek). 
Prințul Fermecător este de asemenea folosit ca un termen ce se referă la omul idealizat pentru unele femei, visul lor despre viitorul soț..